# USS Missouri (BB-63)
O USS Missouri é um couraçado que foi operado pela Marinha dos Estados Unidos e a terceira embarcação da Classe Iowa, depois do USS Iowa e USS New Jersey, e seguido pelo USS Wisconsin, USS Illinois e USS Kentucky, porém estes dois últimos não foram finalizados. Sua construção começou em janeiro de 1941 no Estaleiro Naval de Nova Iorque e foi lançado ao mar em janeiro de 1944, sendo comissionado na frota norte-americana em junho do mesmo ano. É armado com uma uma bateria principal composta por nove canhões de 406 milímetros montados em três torres de artilharia triplas, tinha um deslocamento de mais de 58 mil toneladas e alcançava uma velocidade máxima de 32 nós.
O Missouri entrou em serviço no fim da Segunda Guerra Mundial e foi designado para a Guerra do Pacífico, onde participou das Batalhas de Iwo Jima e Okinawa e realizou ações de bombardeio contra o arquipélago japonês. Foi em seu tombadilho que a Rendição do Japão foi assinada em 2 de setembro de 1945, encerrando a guerra. O Missouri permaneceu no serviço ativo e encalhou em janeiro de 1950 na Baía de Chesapeake, sendo reflutuado semanas depois após grandes esforços. Ele lutou Guerra da Coreia entre 1950 e 1953, participando de operações de bombardeio litorâneo e escolta para porta-aviões. Foi descomissionado em fevereiro de 1955 e colocado na Frota de Reserva.
Ele foi modernizado em 1984, sendo equipado com lançadores de mísseis de cruzeiro e mísseis antinavio e novos equipamentos eletrônicos. Foi recomissionado em maio de 1986 e atuou no Golfo Pérsico escoltando navios-petroleiros de ameaças do Irã. O Missouri participou da Guerra do Golfo em 1991 dando suporte de artilharia. Foi descomissionado em março de 1992 e voltou para a Frota de Reserva, sendo removido do registro naval três anos depois. O navio foi doado em 1998 e transformado em um navio-museu em Pearl Harbor, no Havaí. Foi atracado próximo dos destroços do couraçado USS Arizona para simbolizar o começo e o fim do envolvimento dos Estados Unidos na Segunda Guerra.

## Características

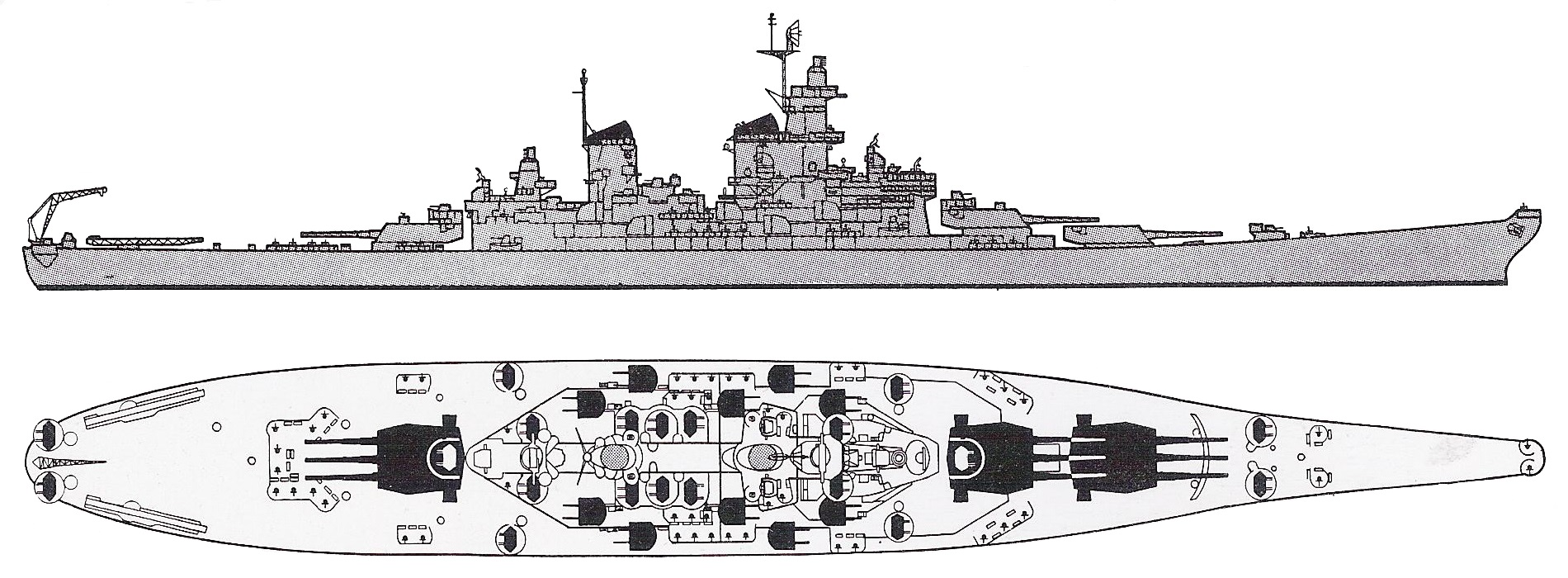
Desenho da Classe Iowa

A Classe Iowa foi projetada no final da década de 1930 em resposta às expectativas de uma guerra contra o Japão. Oficiais norte-americanos tradicionalmente preferiam couraçados lentos e muito bem armados e protegidos, porém os planejadores navais determinaram que uma frota assim teria dificuldades em trazer a frota japonesa mais rápida para uma batalha, especialmente os cruzadores de batalha da Classe Kongō e os porta-aviões da 1ª Frota Aérea. Estudos preparados durante o desenvolvimento da Classe North Carolina e da Classe South Dakota demonstraram a dificuldade para se resolver os desejos dos oficiais e planejadores dentro dos limites de deslocamento impostos pelo sistema do Tratado Naval de Washington, que controlava a construção de navios capitais desde 1922. A chamada "cláusula do escalonamento" do Segundo Tratado Naval de Londres de 1936 permitia um aumento de deslocamento padrão de 36 mil para 46 mil toneladas caso qualquer país signatário se recusasse a ratificar o tratado, o que aconteceu com o Japão.
O Missouri tem 270,4 metros de comprimento de fora a fora, boca de 33 metros, calado de 11,5 metros e um deslocamento carregado de 58 460 toneladas. Seu sistema de propulsão é composto por oito caldeiras Babcock & Wilcox a óleo combustível que impulsionavam quatro turbinas a vapor General Electric, cada uma girando uma hélice. Este sistema tinha uma potência indicada de 214,9 mil cavalos-vapor (158 mil quilowatts) para uma velocidade máxima de 32,5 nós (60,2 quilômetros por hora). Sua autonomia era de quinze mil milhas náuticas (28 mil quilômetros) a quinze nós (28 quilômetros por hora). Foi projetado para ter uma tripulação de 117 oficiais e 1 804 marinheiros, porém ao final da Segunda Guerra Mundial este número tinha crescido para 189 oficiais e 2 978 marinheiros. Foi inicialmente equipado com duas catapultas de aeronaves no convés da popa e um guindaste para operar hidroaviões. Estes inicialmente eram Vought OS2U Kingfisher, mas foram substituídos em dezembro de 1944 pelo Curtiss SC Seahawk.
A bateria principal do Missouri consiste em nove canhões Marco 7 calibre 50 de 406 milímetros. Estes estão montados em três torres de artilharia triplas, duas ficam localizadas à vante da superestrutura, com a segunda torre sobreposta à primeira, enquanto a terceira fica na popa. Seu armamento secundário tinha vinte canhões de duplo-propósito calibre 38 de 127 milímetros montados em dez torres de artilharia duplas, instaladas cinco de cada lado da superestrutura. Seu armamento antiaéreo tinha oitenta canhões Bofors de 40 milímetros em vinte montagens quádruplas, nove em cada lateral e as duas restantes no topo da segunda e terceira torres de artilharia. Por fim, 49 canhões Oerlikon de 20 milímetros em montagens únicas foram distribuídos pelo comprimento do navio. O cinturão de blindagem tem 307 milímetros, enquanto o convés é protegido por uma blindagem entre 38 e 152 milímetros. A cidadela blindada é fechada por anteparas transversais de 330 a 368 milímetros de espessura. As torres de artilharia tem frentes de 495 milímetros e laterais de 241 milímetros, ficando em cima de barbetas com espessura entre 295 a 439 milímetros. A torre de comando é protegida por laterais de 439 milímetros.

## História

### Construção
O Missouri foi o terceiro navio da Marinha dos Estados Unidos nomeado em homenagem ao estado do Missouri. Foi autorizado pelo Congresso dos Estados Unidos em 1938, sendo encomendado em 12 de junho de 1940 com o número de casco BB-63. O batimento de quilha do Missouri ocorreu em 6 de janeiro de 1941 na Rampa de Lançamento 1 do Estaleiro Naval de Nova Iorque. Ele foi lançado ao mar em 29 de janeiro de 1944 diante de uma multidão de vinte a trinta mil espectadores. Foi batizado por Margaret Truman, sua madrinha e filha do então senador Harry S. Truman de seu estado homônimo. O próprio Truman discursou durante a cerimônia de lançamento. O processo de equipagem prosseguiu rapidamente e a embarcação foi comissionada em 11 de junho, com o capitão William M. Callaghan como seu primeiro oficial comandante.
O couraçado realizou seus testes marítimos iniciais próximo de Nova Iorque a partir de 10 de julho, então seguiu para o sul até a Baía de Chesapeake, onde iniciou um cruzeiro de testes e realizou treinamentos de combate. Durante este período operou junto com o cruzador de batalha USS Alaska, que também tinha entrado em serviço recentemente, mais vários contratorpedeiros de escolta. O Missouri partiu em 11 de novembro para a Costa Oeste dos Estados Unidos, passando pelo Canal do Panamá no dia 18 e continuando até São Francisco. Trabalhos adicionais de equipagem ocorreram no Estaleiro Naval de Hunters Point a fim de preparar o navio para uso como capitânia da frota.

### Segunda Guerra Mundial

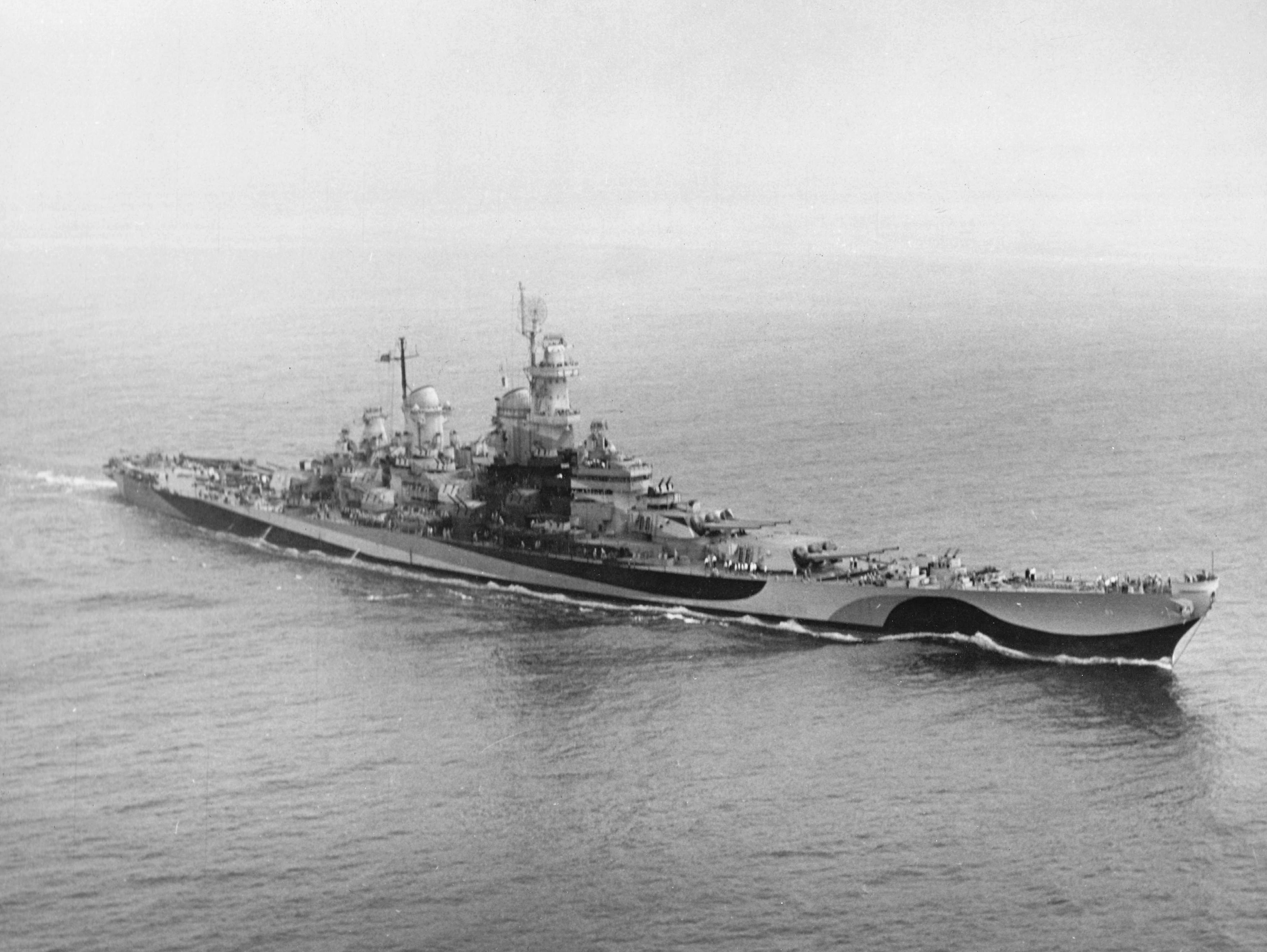
O Missouri em agosto de 1944

O Missouri deixou São Francisco em 14 de dezembro e seguiu para Ulithi nas Ilhas Carolinas, onde juntou-se ao resto da frota em 13 de janeiro de 1945. Tornou-se o quartel-general temporário do vice-almirante Marc Mitscher. O navio então juntou-se à Força Tarefa 58, que fez uma surtida no dia 27 para lançar um ataque aéreo contra Tóquio em apoio a uma planejada operação contra Iwo Jima. O couraçado atuou como parte da escolta antiaérea do Grupo de Tarefas 58.2, centrado nos porta-aviões USS Lexington, USS Hancock e USS San Jacinto. Além de protegerem os porta-aviões, o Missouri e os outros couraçados atuaram como navios-tanque para os contratorpedeiros em escolta, já que a rede logística da frota não podia acompanhar a força de ataque nessas operações.
A força tarefa chegou próximo do litoral do Japão em 16 de fevereiro para o começo de uma série de ataques aéreos. A frota logo em seguida rumou para Iwo Jima, que foi invadida por forças terrestres do Corpo de Fuzileiros Navais três dias depois. Naquela tarde, enquanto patrulhava com os porta-aviões, o Missouri abateu uma aeronave japonesa, provavelmente um bombardeiro Nakajima Ki-49. A Força Tarefa 58 deixou a área no início de março e voltou para Ulithi a fim de reabastecer combustível e munição. Nessa mesma época o Missouri foi transferido para o Grupo de Tarefas 58.4, centrado ao redor do porta-aviões USS Yorktown.
As embarcações partiram novamente em 14 de março para mais uma rodada de ataques aéreos. O couraçado quatro dias depois ajudou a abater quatro aeronaves japonesas. Os porta-aviões norte-americanos atacaram vários alvos no Mar Interior de Seto, o que fez os japoneses lançarem um contra-ataque que acertou vários porta-aviões. O USS Franklin foi seriamente danificado e o Grupo de Tarefas 58.4 foi destacado para dar cobertura para sua retirada. O Franklin deixou a área de operações em 22 de março e o Missouri e o resto do grupo de tarefas retornaram para a frota para o bombardeio preparatório para a iminente invasão de Okinawa. O couraçado foi temporariamente transferido para a Força Tarefa 59 junto com seus irmãos USS New Jersey e USS Wisconsin a fim de bombardearem o litoral sul de Okinawa no dia 24, parte de um esforço para chamar a atenção dos japoneses para longe do real alvo da invasão no litoral oeste da ilha. O Missouri disparou 180 projéteis e então retornou para o Grupo de Tarefas 58.4.

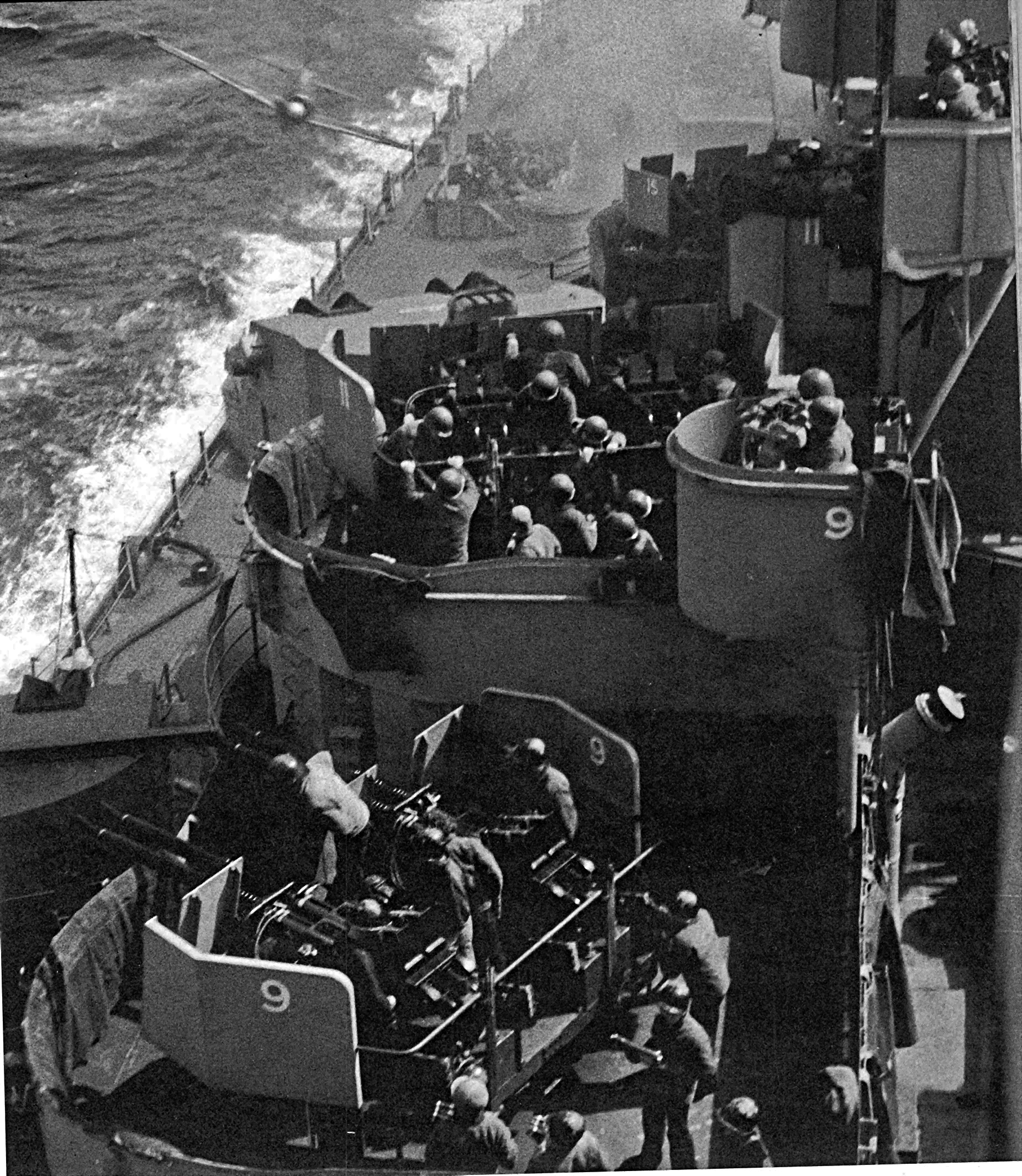
Um kamikaze momentos antes de bater no Missouri em 11 de abril de 1945

O Missouri foi alvo de um ataque kamikaze enquanto operava com os porta-aviões próximo de Okinawa no dia 11 de abril, quando um caça Mitsubishi A6M Zero bateu na lateral do navio logo abaixo do convés principal. O impacto destruiu a aeronave e jogou gasolina no convés que entrou em ignição logo em seguida, porém o fogo foi rapidamente apagado pela tripulação. O ataque causou apenas danos superficiais e o couraçado permaneceu em operação na sua posição. Dois tripulantes foram feridos no dia 17 quando outro kamikaze bateu no guindaste de aeronaves na popa e caiu no rasto do navio. O Missouri deixou a Força Tarefa 58 em 5 de maio para voltar a Ulithi. A embarcação reivindicou ter abatido cinco aeronaves e provavelmente mais uma, além do crédito parcial pela destruição de outros seis aviões no decorrer de suas operações em Okinawa. No caminho o couraçado reabasteceu de um navio-tanque que também trouxe a bordo o capitão Stuart S. Murray, que substituiu Callaghan como oficial comandante em 14 de maio.
O navio chegou em Ulithi no dia 9 de maio e então seguiu para o Porto de Apra, na ilha de Guam, onde chegou nove dias depois. O almirante William Halsey, o comandante da Terceira Frota dos Estados Unidos, subiu a bordo naquele dia e fez do Missouri sua capitânia da agora redesignada Força Tarefa 38. A embarcação partiu no dia 21 para retornar a Okinawa, chegando na área de operações seis dias depois, quando participou de ataques contra posições japonesas na ilha. A Terceira Frota rumou então para o norte com o objetivo de realizar uma série de ataques aéreos contra campos de pouso inimigos e outras instalações relevantes na ilha de Kyūshū em 2 e 3 de junho. A frota foi acertada por um grande tufão na noite de 5 para 6 de junho que causou grandes danos a muitos dos navios, porém o Missouri sofreu apenas danos leves. Mais uma rodada de ataques aéreos contra alvos em Kyūshū em 8 de junho. A frota depois disso recuou para o Golfo de Leyte a fim de reabastecer combustível e munição, chegando no local em 13 de junho.
A Terceira Frota partiu novamente em 1º de julho para lançar uma série de ataques contra o arquipélago japonês. O Missouri neste período atuou junto com o Grupo de Tarefas 38.4. Aeronaves de porta-aviões atacaram alvos em Tóquio no dia 10, então mais para o norte entre Honshū e Hokkaidō de 13 a 14 de julho. O Missouri e vários outros navios foram destacados no dia seguinte a fim de formarem a Unidade de Tarefas 38.4.2, que foi encarregada de bombardear instalações industriais em Muroran, em Hokkaidō. Uma segunda missão de bombardeio ocorreu na noite do dia 17 para o 18, momento em que o couraçado britânico HMS King George V tinha se juntado à formação. Os couraçados retornaram para escoltar os porta-aviões durante ataques contra alvos na área do Mar Interior e então em Tóquio no final do mês. Houve uma breve pausa e então os ataques de porta-aviões recomeçaram no norte do Japão em 9 de agosto, o mesmo dia do bombardeio atômico de Nagasaki. A rendição do Japão foi anunciada no dia 15.

#### Rendição do Japão

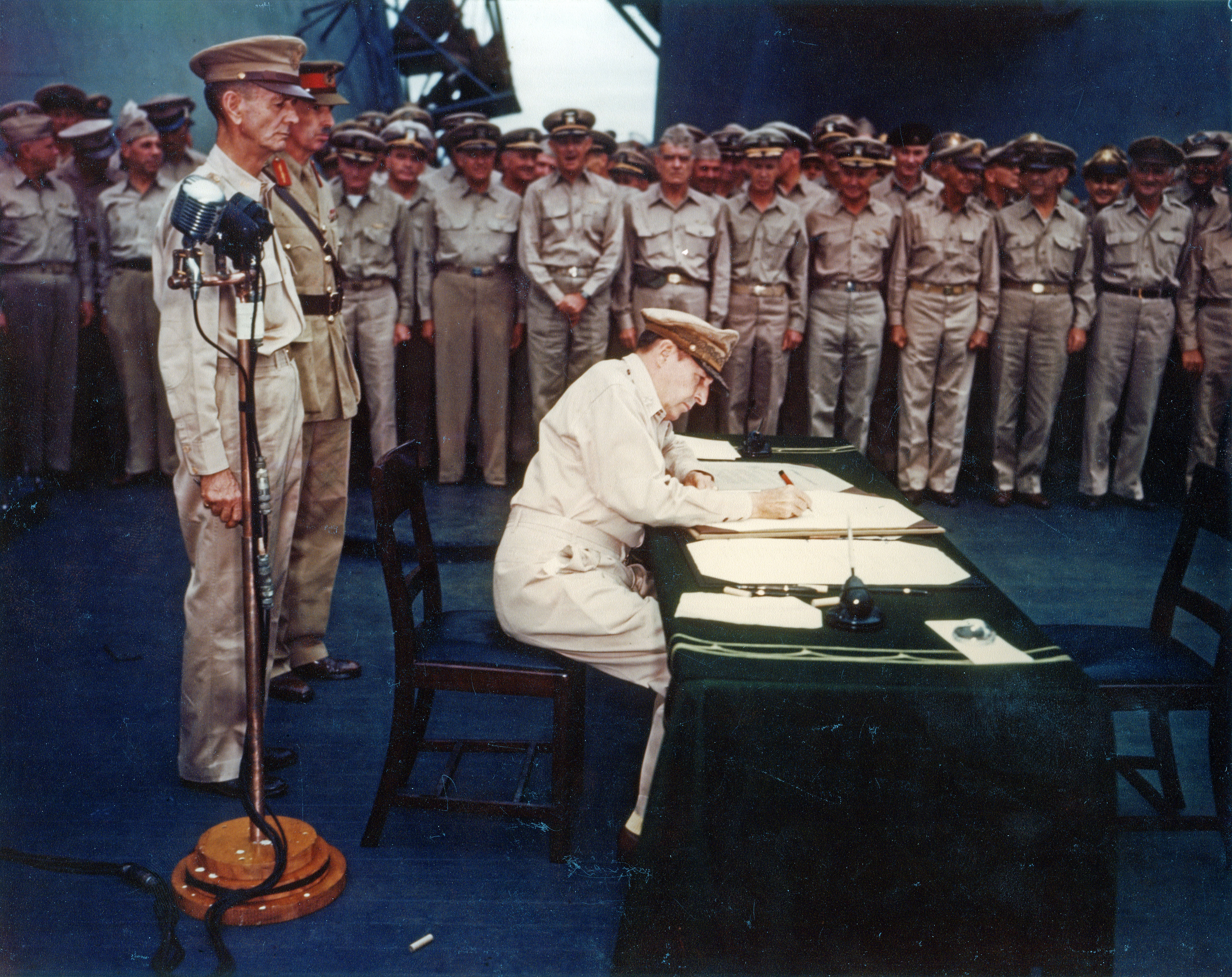
Marinheiros e oficiais Aliados observando MacArthur assinando os documentos de rendição na cerimônia a bordo do Missouri em 2 de setembro de 1945, marcando o fim formal da Segunda Guerra Mundial

Os Aliados, no decorrer das duas semanas seguintes, fizeram preparações para o início da ocupação do Japão. O Missouri enviou um contingente de duzentos oficiais e marinheiros para seu irmão USS Iowa em 21 de agosto que serviriam de equipe de desembarque em Tóquio para iniciar o processo de desmilitarização do Japão. Murray foi informado dois dias depois que seu navio sediaria a cerimônia formal de rendição, que foi originalmente marcada para 31 de agosto. A tripulação imediatamente iniciou as preparações para o evento, incluindo limpar e pintar a embarcação. O Missouri começou sua aproximação da Baía de Tóquio em 27 de agosto guiado pelo contratorpedeiro japonês Hatsuzakura. Os navios pararam em Kamakura naquela noite, onde um entregador trouxe a bandeira que o comodoro Matthew C. Perry tinha hasteado durante sua expedição para forçar a abertura do Japão em 1853; esta bandeira deveria ser exibida durante a cerimônia de rendição. A flotilha Aliada entrou na Baía de Tóquio no dia 29 e o Missouri foi ancorado onde Perry tinha ancorado seus navios 92 anos antes. Clima ruim adiou a cerimônia até 2 de setembro.
O almirante de frota Chester W. Nimitz subiu a bordo pouco antes das 8h00min, enquanto o general de exército Douglas MacArthur, o Supremo Comandante das Potências Aliadas, subiu a bordo às 8h43min. Os representantes japoneses, liderados por Mamoru Shigemitsu, o Ministro do Exterior, chegaram às 8h56min. MacArthur foi para diante de microfones às 9h02min e iniciou a cerimônia de rendição que durou no total 23 minutos, afirmando "É minha sincera esperança, de fato a esperança de toda a humanidade, de que desta ocasião solene emerja um mundo melhor do sangue e carnificina do passado, um mundo fundado sobre fé e compreensão, um mundo dedicado à dignidade do homem e à realização de seu desejo mais querido de liberdade, tolerância e justiça".
Os emissários japoneses partiram às 9h30min. Halsey transferiu sua capitânia para o couraçado USS South Dakota durante a tarde de 5 de setembro e o Missouri deixou a Baía de Tóquio cedo na manhã do dia seguinte. O navio embarcou vários passageiros em Guam que estavam voltando para os Estados Unidos como parte da Operação Tapete Mágico, viajando sem escoltas para o Havaí. Chegou em Pearl Harbor no dia 20 e foi feito a capitânia de Nimitz na tarde de 28 de setembro para uma recepção.

### Pós-guerra
O Missouri deixou Pearl Harbor no dia seguinte e seguiu para a Costa Leste dos Estados Unidos. Ele chegou em Nova Iorque em 23 de outubro, tornando-se a capitânia do almirante Jonas H. Ingram, o oficial comandante da Frota do Atlântico. Quatro dias depois, o couraçado fez uma salva de 21 disparos enquanto Truman, que tinha se tornando Presidente dos Estados Unidos, subia a bordo para as cerimônias do Dia da Marinha. O navio fez outras duas salvas de 21 disparos no mesmo dia.

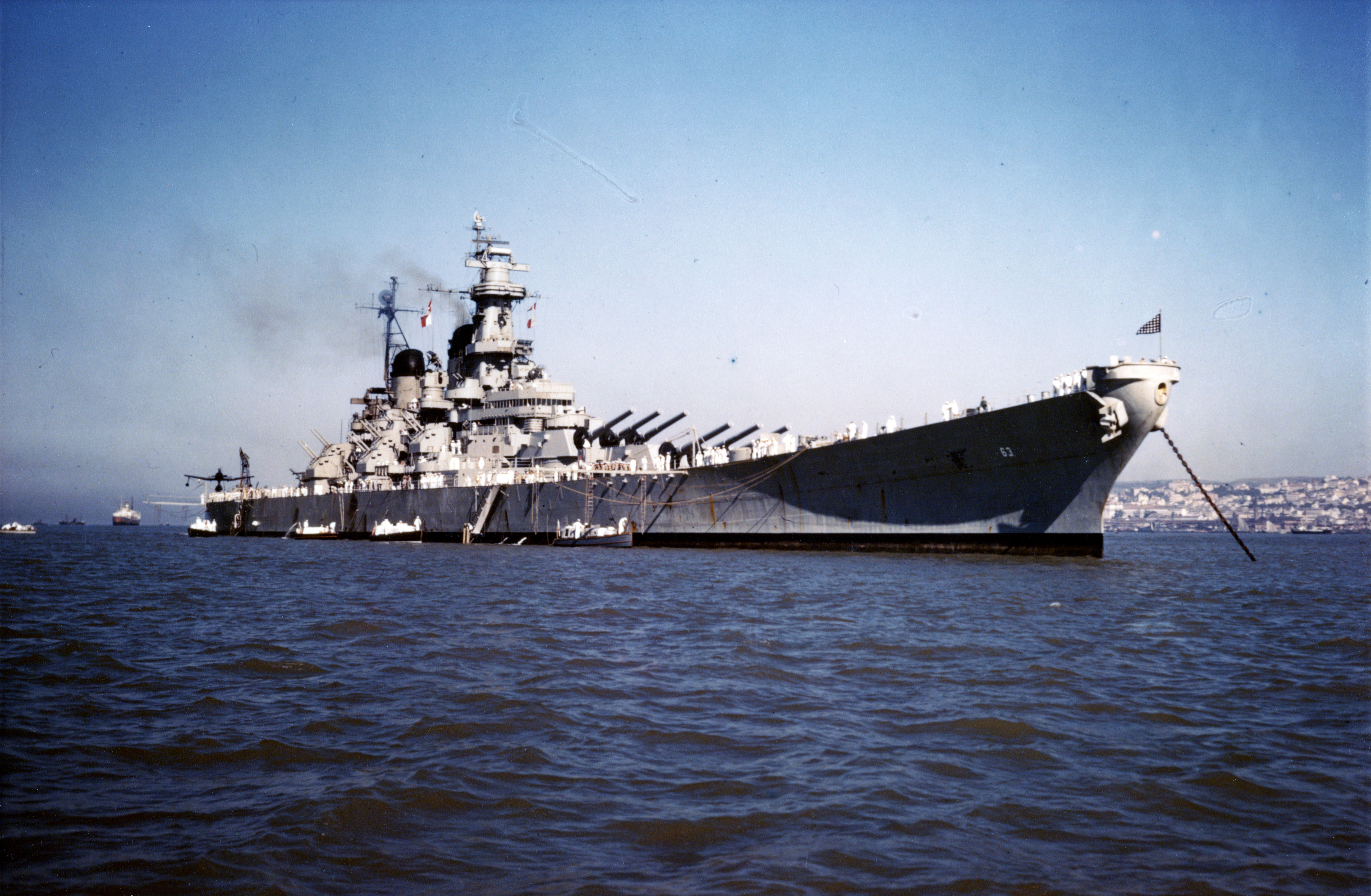
O Missouri em Pireu em abril de 1946

O couraçado passou por manutenção no Estaleiro Naval de Nova Iorque e seguiu para um cruzeiro de treinamento em Cuba, retornando então para Nova Iorque. Ele recebeu o corpo de Münir Ertegün, o embaixador da Turquia nos Estados Unidos, na tarde de 21 de março de 1946 e partiu no dia seguinte para Gibraltar. Ancorou no Bósforo próximo de Istambul em 5 de abril. O Missouri prestou honras totais, disparando dezenove saudações durante a transferência do corpo de Ertegün e novamente no funeral em terra.
O Missouri deixou Istambul em 9 de abril e entrou no dia seguinte na Baía de Falero em Pireu, na Grécia, encontrando uma enorme recepção por parte do governo grego e por cidadãos anticomunistas. A Grécia tinha sido tomada por uma guerra civil entre o movimento de resistência comunista da Segunda Guerra Mundial e o governo monárquico que retornou do exílio. Os Estados Unidos enxergaram essa situação como um teste para sua nova doutrina de contenção da União Soviética. Os soviéticos estavam pressionando para que concessões no Dodecaneso fossem incluídas no tratado de paz com a Itália e de acesso pelos Dardanelos entre o Mar Negro e o Mar Mediterrâneo. A viagem do Missouri para o Mediterrâneo Oriental simbolizava o comprometimento norte-americano com a região. Noticiários e a mídia em geral proclamaram o navio como um símbolo do interesse dos Estados Unidos de preservar as independências de Turquia e Grécia.

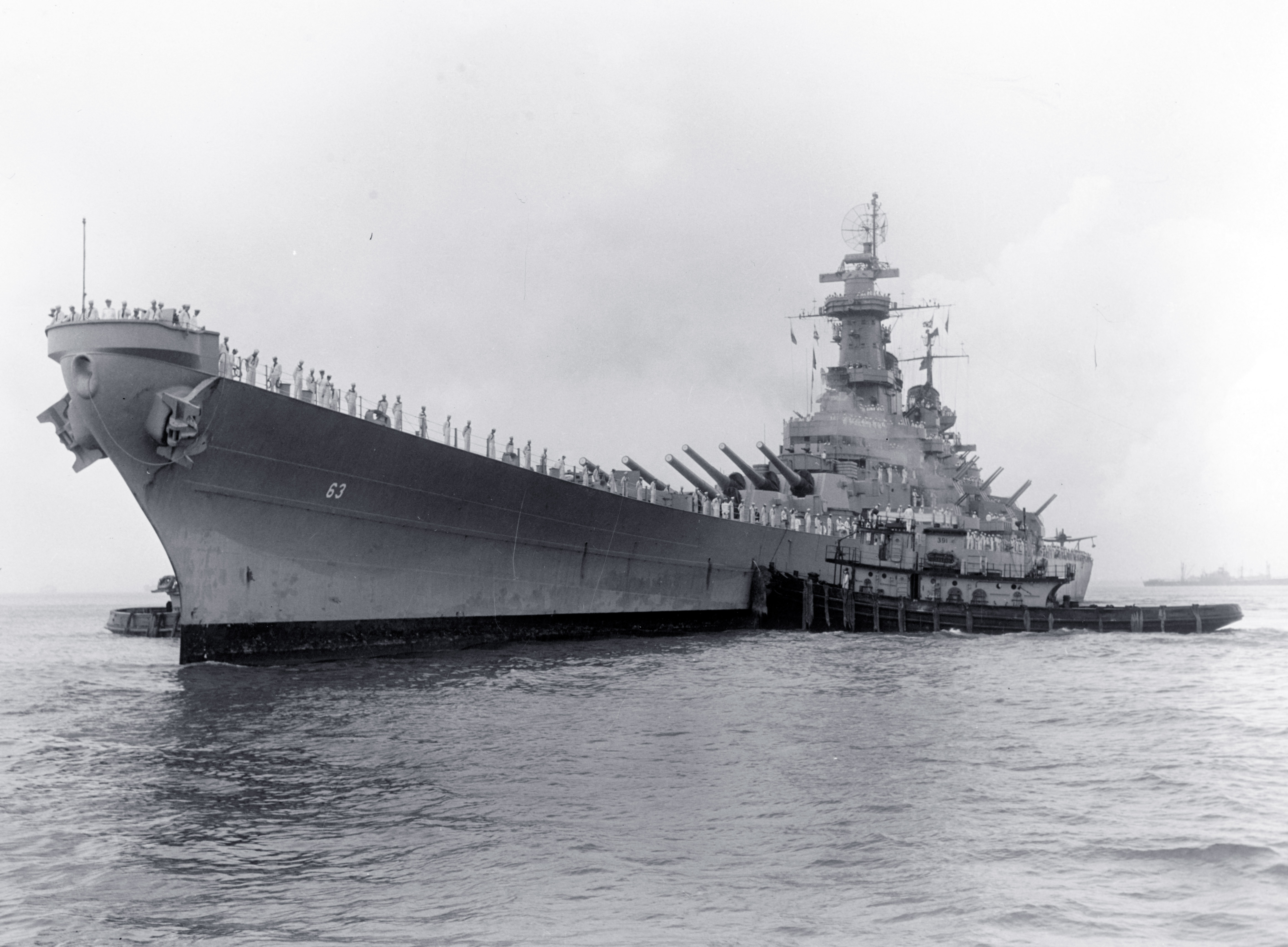
O Missouri depois de voltar do Rio de Janeiro em 19 de setembro de 1947

O couraçado deixou Pireu em 26 de abril, passando por Argel na Argélia e Tânger no Marrocos antes de chegar em Norfolk, na Virgínia, em 9 de maio. Partiu para Culebra em Porto Rico em 12 de maio a fim de juntar-se à Oitava Frota de Mitscher para as primeiras grandes manobras de treinamento da marinha no pós-guerra. Voltou para Nova Iorque em 27 de maio e passou o ano seguinte viajando pelo litoral Atlântico até o Estreito de Davis ao norte e o Mar do Caribe ao sul em vários exercícios de treinamento e comando. Um projétil iluminador acertou a embarcação acidentalmente durante um exercício de artilharia em 3 de dezembro, matando um tripulante.
O Missouri foi para o Rio de Janeiro, no Brasil, em 30 de agosto de 1947 para a Conferência Interamericana para Manutenção da Paz e Segurança no Hemisfério. Truman subiu a bordo em 2 de setembro para a assinatura do Tratado Interamericano de Assistência Recíproca, que ampliava a Doutrina Monroe ao estipular que um ataque contra qualquer um dos países signatários seria considerado um ataque contra todos. A família Truman partiu a bordo do couraçado em 7 de setembro e chegou em Norfolk doze dias depois.
O navio passou por manutenção em Nova Iorque entre 23 de setembro e 10 de março de 1948, seguido por treinamentos na Baía de Guantánamo. O verão de 1948 foi dedicado à cruzeiros de treinamento para aspirantes. No mesmo ano o Missouri se tornou o primeiro couraçado a acomodar um destacamento de helicópteros, operando dois Sikorsky HO3S-1. O couraçado partiu de Norfolk em 1º de novembro de 1948 para um cruzeiro de treinamento de duas semanas no Estreito de Davis. Pelos dois anos seguintes o Missouri participou de exercícios no Atlântico da Nova Inglaterra ao Caribe, alternando com dois cruzeiros de treinamentos de aspirantes no verão. Passou por manutenções no Estaleiro Naval de Norfolk de 23 de setembro de 1949 a 17 de janeiro de 1950.

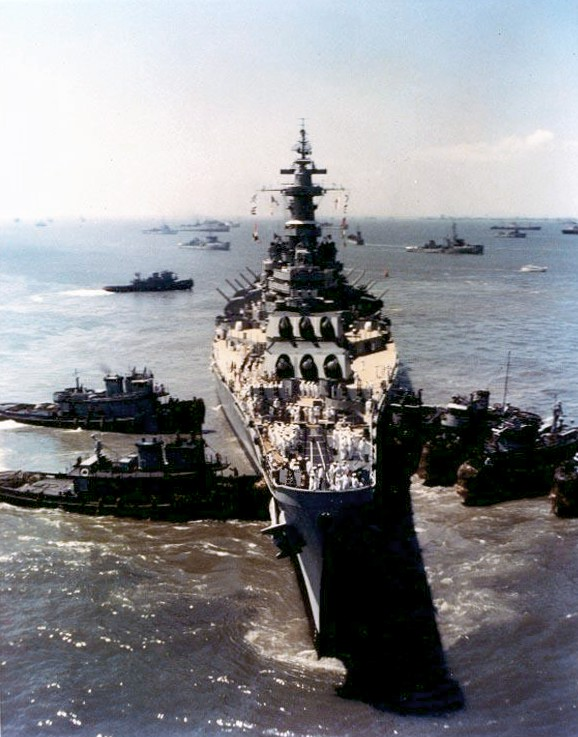
O Missouri encalhado em 21 de janeiro de 1950

Vários ramos de serviço dos Estados Unidos estavam reduzindo seus inventários a partir de seus níveis na Segunda Guerra Mundial no decorrer da segunda metade da década de 1940. Para a marinha, isso significou que várias embarcações de diferentes tipos foram descomissionadas e vendidas para desmontagem ou colocadas nas diferentes frotas de reserva que ficavam espalhadas pelos dois litorais do país. Truman ordenou pessoalmente que o Missouri fosse mantido na frota ativa, indo contra os conselhos de Louis A. Johnson, o Secretário de Defesa; John L. Sullivan, o Secretário da Marinha; e Louis E. Denfeld, o Chefe de Operações Navais. Isto se deu porque o presidente parcialmente tinha um apreço especial pelo navio e também parcialmente porque a embarcação tinha sido batizada por sua filha.
O Missouri estava navegando de Hampton Roads em direção ao mar para mais uma missão de treinamento no dia 17 de janeiro de 1950 quando encalhou a 2,6 quilômetros do Farol de Thimble Shoal, na Baía de Chesapeake. O couraçado acertou um banco de areia a uma distância de três navios de comprimento do canal principal de tráfego marítimo. O erro de navegação foi causado por vários fatores, incluindo a inexperiência do capitão William D. Brown, o oficial comandante, em manobrar uma embarcação tão grande. O incidente ocorreu durante uma maré particularmente alta, o que muito dificultou o esforço para libertá-lo, que se tornou ainda mais difícil depois de uma âncora abandonada ter se prendido ao casco. O Missouri desembarcou munição, combustível e suprimentos para ficar mais leve, sendo libertado em 1º de fevereiro com a ajuda de rebocadores, barcos pontões, equipamentos de salvamento e uma maré alta. Na Junta Naval de Inquérito, Brown e três de seus oficiais foram levados a uma corte marcial. Brown foi removido de seu comando e seus subordinados repreendidos.

### Guerra da Coreia

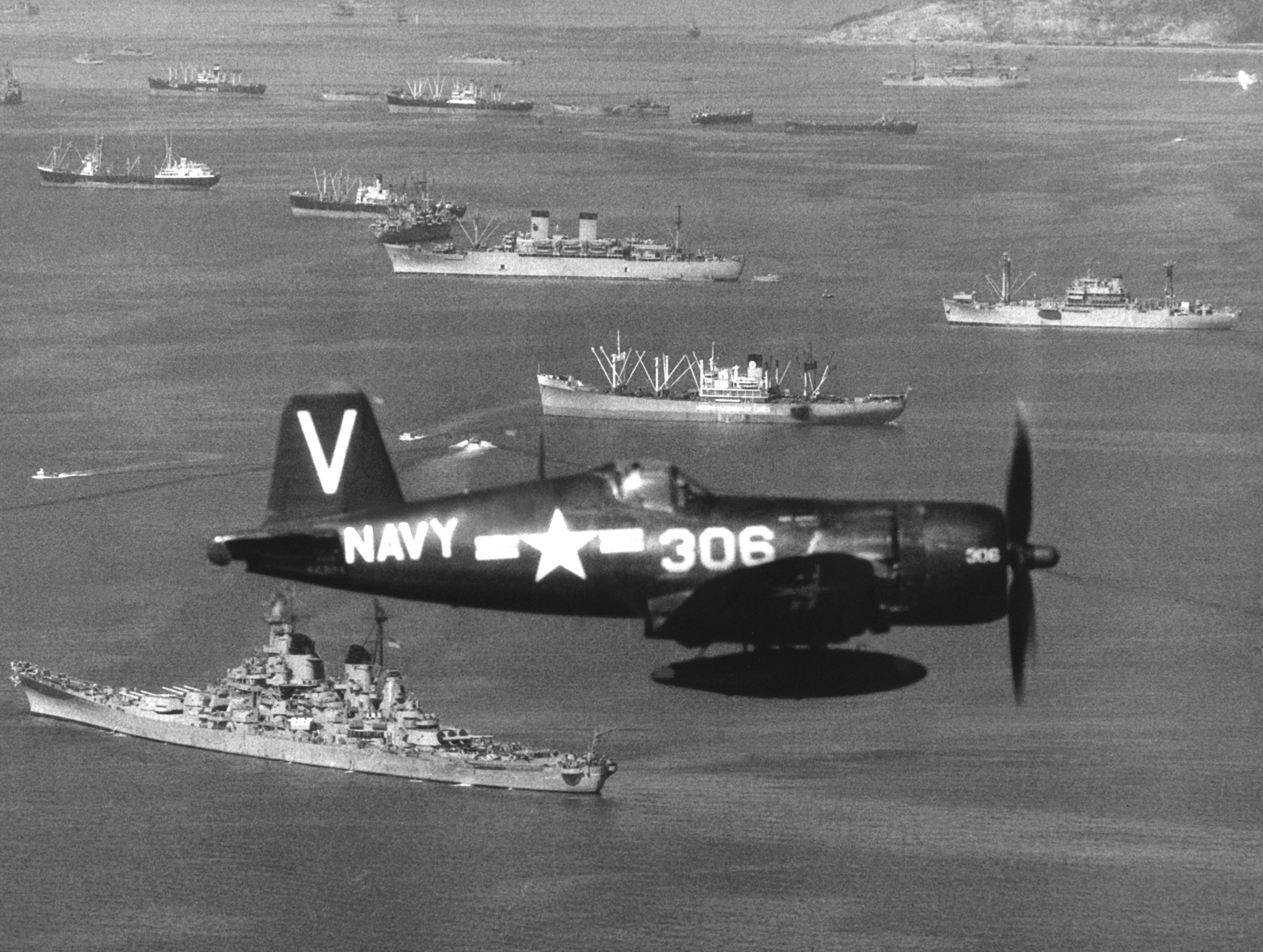
Um Vought F4U Corsair sobrevoando a frota norte-americana no porto de Inchon, com o Missouri no canto inferior esquerdo no dia 15 de setembro de 1950

A Guerra da Coreia estourou em 1950, fazendo os Estados Unidos intervirem em nome das Nações Unidas. Truman ordenou envio de tropas do Japão a Coreia do Sul e o envio de tropas, tanques, aeronaves e uma poderosa força naval dos Estados Unidos com o objetivo de ajudar. O Missouri foi transferido para a Frota do Pacífico, deixando Norfolk em 19 de agosto a fim de apoiar as forças das Nações Unidas na península Coreana. O capitão Irving Duke, seu oficial comandante, levou o couraçado diretamente pelo meio de um furacão próximo do litoral da Carolina do Norte no dia seguinte devido à urgência da missão, fazendo com que os helicópteros na sua popa caíssem no mar e danificassem o navio o suficiente para necessitar quase uma semana de reparos em Pearl Harbor.
O navio chegou ao oeste de Kyūshū em 14 de setembro e se tornou a capitânia do contra-almirante Allan Edward Smith. Bombardeou Samcheok no dia seguinte em uma tentativa de desviar a atenção dos desembarques em Inchon. Reabasteceu brevemente em Sasebo, no Japão, e então foi para Inchon em 19 de setembro, iniciando o bombardeio de tropas norte-coreanas recuando para o norte. O Missouri tornou-se em 10 de outubro a capitânia do contra-almirante John Higgins, o comandante da Divisão de Cruzadores 5. Retornou no dia 14 para Sasebo, onde foi feito a capitânia do vice-almirante Arthur Dewey Struble, o comandante da Sétima Frota. O navio escoltou o porta-aviões USS Valley Forge pelo litoral leste da península coreana e realizou missões de bombardeio litorâneo entre 12 e 26 de outubro nas áreas de Chongjin e Tanch'on, e depois em Wonsan, onde novamente escoltou porta-aviões. O couraçado seguiu para Hungnam em 23 de dezembro. Durante esse período recebeu a visita do comediante Bob Hope, que fez três apresentações para a tripulação.

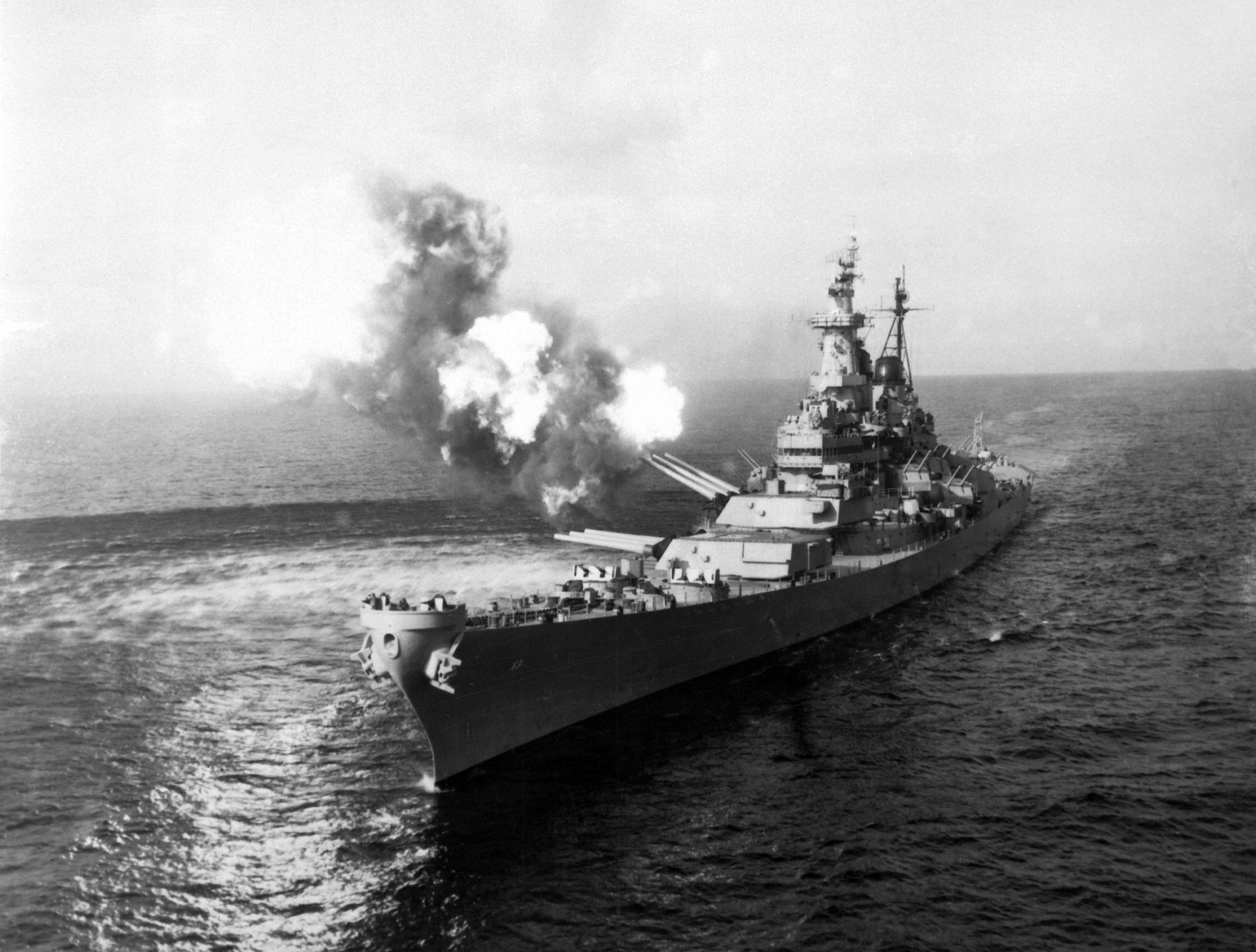
O Missouri realizando uma ação de bombardeio litorâneo contra Chongjin em 26 de dezembro de 1950

Tropas chinesas do Exército de Libertação Popular atravessaram para a Coreia do Norte em 19 de outubro de 1950 e lançaram um grande ataque contra as forças das Nações Unidas, forçando seu recuo. O Missouri proporcionou suporte de artilharia em dezembro durante a evacuação de Hungnam até as últimas tropas serem evacuadas no dia 24. O couraçado em seguida alternou deveres de escolta de porta-aviões e operações de bombardeio litorâneo no litoral leste coreano até 19 de março de 1951. O capitão George Wright assumiu o comando em 2 de março. O Missouri chegou em Yokosuka, no Japão, em 24 de março e partiu quatro dias depois de volta para os Estados Unidos, tendo disparado ao todo 2 895 projéteis de 406 milímetros e 8 043 projéteis de 127 milímetros durante suas operações. Chegou em Norfolk em 27 de abril e tornou-se a capitânia do contra-almirante James L. Holloway, o comandante da Força de Cruzadores da Frota do Pacífico. Entre maio e agosto participou de dois cruzeiros de treinamentos de aspirantes da Academia Naval. O couraçado entrou no Estaleiro Naval de Norfolk em 18 de outubro para manutenções que duraram até 30 de janeiro de 1952. O capitão John Sylvester assumiu o comando da embarcação no mesmo dia que a manutenção começou.
O Missouri passou os seis meses seguintes realizando treinamentos na Baía de Guantánamo e em Norfolk, também fazendo uma parada em Nova Iorque em maio onde participou de celebrações do Dia da Marinha, sendo visitado por quase onze mil pessoas. Voltou para Norflok em 4 de agosto e entrou no Estaleiro Naval de Norfolk para ser preparado para sua segunda viagem de combate para a zona de combate na Coreia. O capitão Warner Edsall assumiu o comando no início do período no estaleiro. O Missouri partiu em 11 de setembro e chegou em Yokosuka em 17 de outubro.
O vice-almirante Joseph J. Clark, o comandante da Sétima Frota, subiu a bordo com seu estado-maior e fez do navio sua capitânia em 19 de outubro. A principal missão do couraçado foi dar suporte de artilharia nas áreas de Chaho, Tanch'on, Chongjin, Sonjin, Wonsan, Hamhung e Hungnam entre 25 de outubro e 2 de janeiro de 1953. Um de seus helicópteros caiu em 21 de dezembro enquanto tentava avaliar os danos de um bombardeio, com os três tripulantes morrendo. O Missouri foi para Inchon em 5 de janeiro e depois para Sasebo, onde foi visitado no dia 23 pelo general Mark W. Clark, o Comandante Chefe do Comando das Nações Unidas; e pelo almirante sir Guy Russell, o Comandante Chefe da Frota do Extremo Oriente da Marinha Real Britânica. O couraçado retomou suas missões pelo litoral leste da Coreia do Norte nas semanas seguintes. Como parte destas, ele entrou no Porto de Wonsan a fim de bombardear alvos. A artilharia norte-coreana tentou enfrentá-lo inutilmente em 5 e 10 de março, mas em retaliação o Missouri disparou 998 projéteis de 127 milímetros contra as posições inimigas neste último incidente. Sua última missão de bombardeio foi contra a área de Kojo em 25 de março. Edsall sofreu um ataque cardíaco fatal no dia seguinte enquanto comandava o navio pelas redes antissubmarino em Sasebo. O capitão Robert Brodie assumiu como oficial comandante em 4 de abril. O Missouri foi substituído dois dias depois como a capitânia da Sétima Frota pelo New Jersey, deixando Yokosuka em 7 de abril.

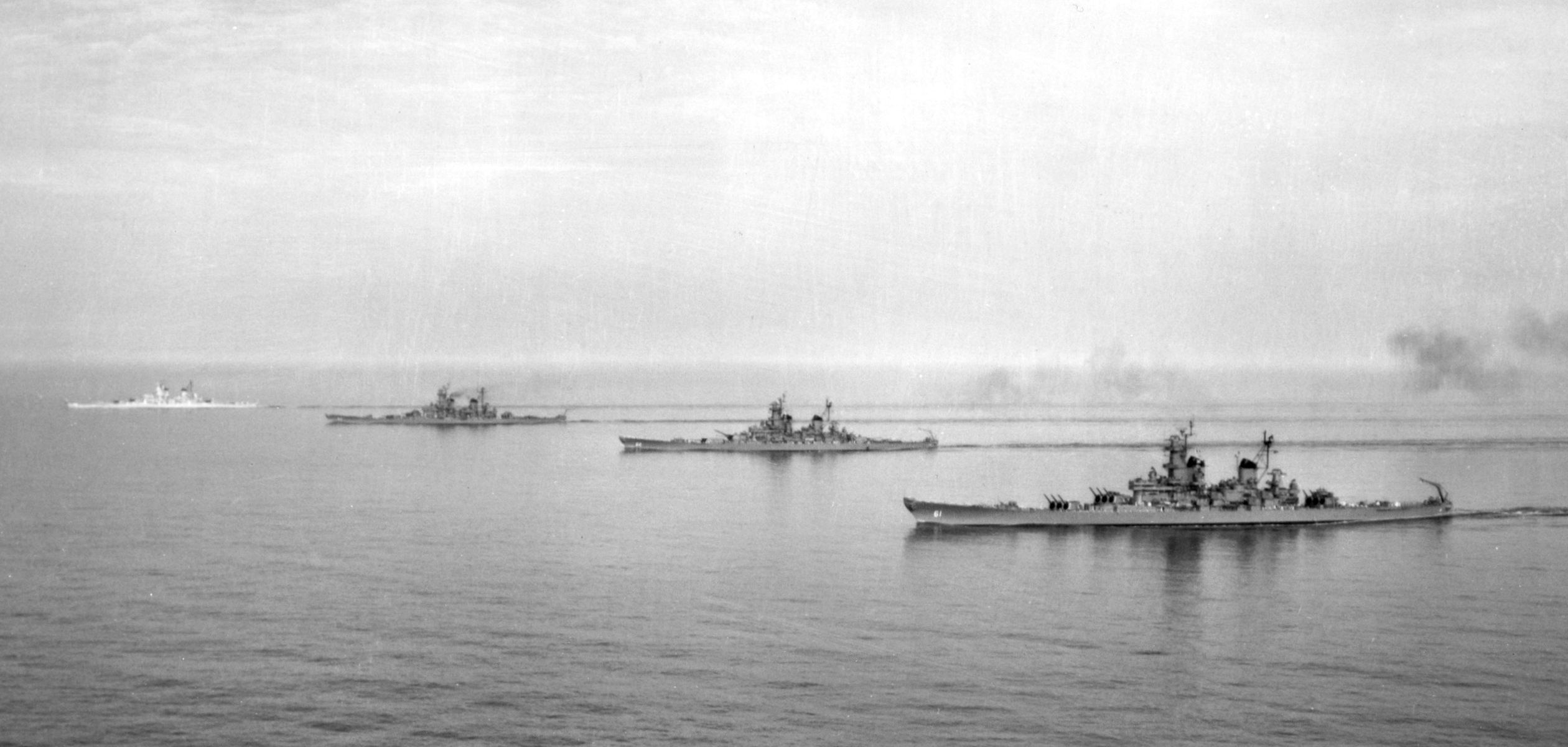
Os quatro couraçados da Classe Iowa em manobras em 7 de junho de 1954; da esquerda para a direita: New Jersey, Missouri, Wisconsin e Iowa

O navio chegou em Norfolk em 4 de maio, tornando-se dez dias depois a capitânia do contra-almirante E. T. Woolridge, o Comandante de Couraçados-Cruzadores da Frota do Atlântico. Partiu em 8 de junho para um cruzeiro de treinamento de aspirantes pelo Brasil, Cuba e Panamá, voltando para Norfolk em 4 de agosto. Woolridge transferiu sua capitânia para outra embarcação em outubro e foi substituído pelo contra-almirante Clark Green, comandante da Divisão de Couraçados 2. O Missouri passou por manutenção no Estaleiro Naval de Norfolk entre 20 de novembro de 1953 e 2 de abril de 1954 que incluiu a substituição dos canos de suas armas de 406 milímetros, além da substituição de seus radares que necessitaram o fortalecimento de seu mastro para aguentar o peso. O capitão Taylor Keith assumiu o comando um dia antes do fim da manutenção. O couraçado deixou Norfolk em 7 de junho para um cruzeiro de treinamento de aspirantes em Lisboa em Portugal, em Cherbourg na França e em Cuba. Na partida o couraçado fez manobras junto com seus irmãos Iowa, New Jersey e Wisconsin, a única vez que os quatro navegaram juntos. Voltou para Norfolk em 3 de agosto e partiu vinte dias depois para ser desativado na Costa Oeste. Fez uma parada na Califórnia, com 16,9 mil pessoas o visitando em Long Beach e mais 20,1 em São Francisco. O Missouri chegou em Seattle, em Washington, do dia 15 de setembro, novamente recebendo visitantes e desembarcando suas munições. Foi descomissionado no Estaleiro Naval de Puget Sound em 25 de fevereiro de 1955, sendo colocado na Frota de Reserva do Pacífico.
O Missouri foi levado para Bremerton, ao oeste de Seattle, e atracado no último cais do atracadouro da Frota de Reserva. Mesmo assim, foi deixado aberto para visitação pública e tornou-se uma atração turística popular na área, atraindo aproximadamente 250 mil visitantes por ano. Estes subiam a bordo do navio principalmente para verem o tombadilho onde a rendição do Japão tinha sido assinada em 1945. Uma placa de bronze marcando o local da assinatura dos documentos foi instalada, além de exposições históricas que incluíam fotos e cópias da ata de rendição. O Missouri permaneceu atracado e desativado em Bremerton pelos quase trinta anos seguintes.

### Reativação

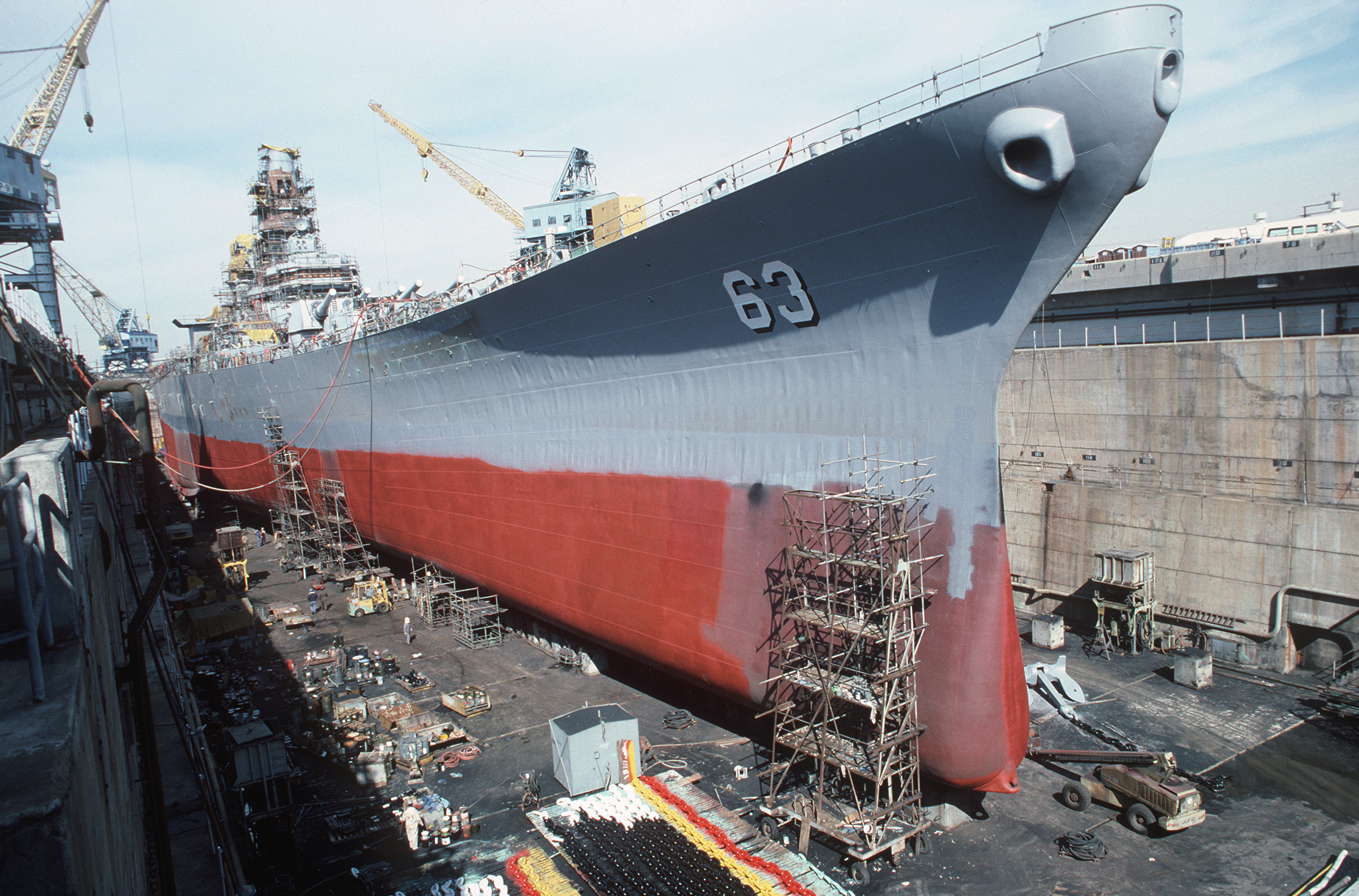
O Missouri no Estaleiro Naval de Long Beach passando por sua reativação e modernização em 1º de fevereiro de 1985

O governo do presidente Ronald Reagan, liderado por John F. Lehman, o Secretário da Marinha, começou um programa para criar uma marinha com seiscentos navios. O Missouri foi reativado e rebocado no verão de 1984 para o Estaleiro Naval de Long Beach a fim de passar por uma modernização para ser recomissionado. Em preparação para a transferência, uma tripulação de apenas vinte homens trabalhou por três semanas por doze a dezesseis horas por dia a fim de preparar o navio para o reboque.
Pelos meses seguintes a embarcação foi atualizada com as armas e equipamentos mais avançados disponíveis. Seus canhões antiaéreos de 20 e 40 milímetros foram removidos junto com seus respectivos diretórios, assim como oito dos vinte canhões de 127 milímetros. Instalados em seus lugares na superestrutura estavam quatro lançadores quádruplos Marco 141 para dezesseis mísseis antinavio RGM-84 Harpoon, oito Caixas Blindadas Lançadoras Marco 143 para 32 mísseis de cruzeiro RGM-109 Tomahawk e quatro canhões giratórios Phalanx CIWS calibre 76 de 20 milímetros para defesa antiaérea e de mísseis antinavio inimigos. Também incluídos em sua modernização foram aprimoramentos em seus sistemas de radar e controle de disparo para seus canhões e mísseis, além do aprimoramento de suas capacidades de guerra eletrônica. Adições de radares incluíram um radar de varredura aérea AN/SPS-49 e um de varredura de superfície AN/SPS-67, enquanto o radar SPS-8 e o mastro principal foram removidos. A instalação dos mísseis necessitou sistemas de controle de disparos adicionais. Um sistema de controle de disparo SWG-1 foi equipado para disparar os mísseis Harpoon. Além disso, o couraçado recebeu um AN/SLQ-25 Nixie como uma isca para torpedos inimigos, um sistema AN/SLQ-32 para detectar, atrapalhar e enganar radares inimigos e um sistema SRBOC Marco 36 para disparar foguetes chaff que tinham a intenção de confundir mísseis inimigos. A tripulação passou a ser de 65 oficiais e 1 450 marinheiros.

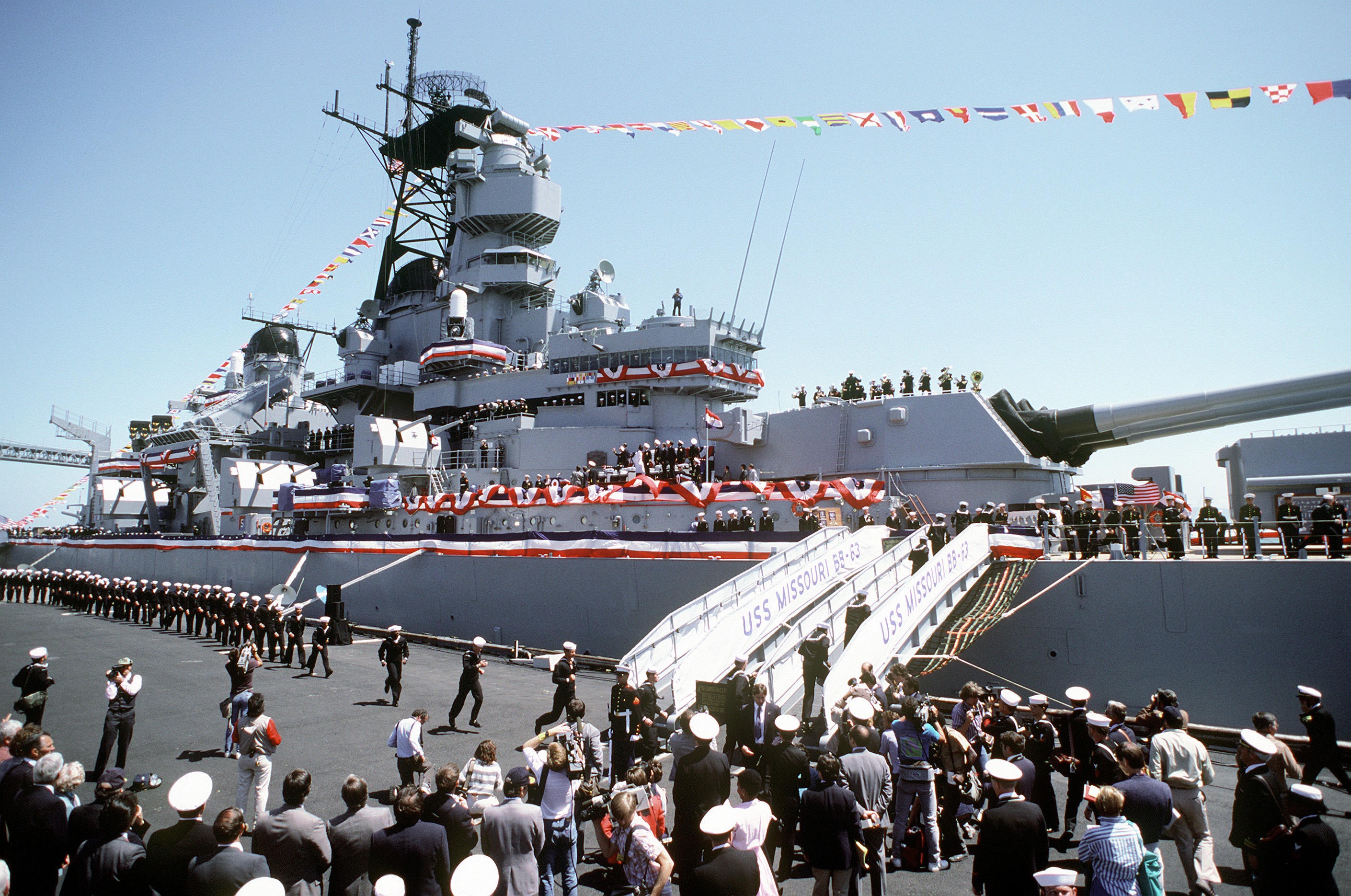
A cerimônia de recomissionamento do Missouri em 10 de maio de 1986

O sino de 360 quilogramas do Missouri tinha sido removido e enviado para Jefferson City para as comemorações do sesquicentenário do estado do Missouri, sendo formalmente devolvido ao navio antes dele ser recomissionado. O couraçado foi recomissionado em São Francisco no dia 10 de maio de 1986, com o capitão Albert Kaiss como seu oficial comandante. Caspar Weinberger, o Secretário de Defesa, discursou diante de uma multidão de dez mil pessoas durante a cerimônia, instruindo a tripulação a "ouvir os passos daqueles que vieram antes de vocês. Eles falam para vocês sobre honra e a importância do dever. Eles te lembram de suas próprias tradições". Margaret Truman também esteve na cerimônia e fez um breve discurso para a tripulação, que terminou com ela dizendo "agora cuidem do meu bebê". Seus comentários foram recebidos com várias rodadas de aplausos por parte dos tripulantes.
Kaiss foi logo substituído no comando pelo capitão James A. Carney em 20 de junho. O navio deixou Long Beach três meses depois e partiu para uma viagem ao redor do mundo, visitando Pearl Harbor no Havaí; Sydney, Hobart e Perth na Austrália; Diego Garcia no Arquipélago de Chagos; o Canal de Suez no Egito; Istambul; Nápoles na Itália; Rota na Espanha; Lisboa e o Canal do Panamá. O Missouri tornou-se o primeiro couraçado dos Estados Unidos a realizar uma circum-navegação desde a Grande Frota Branca.

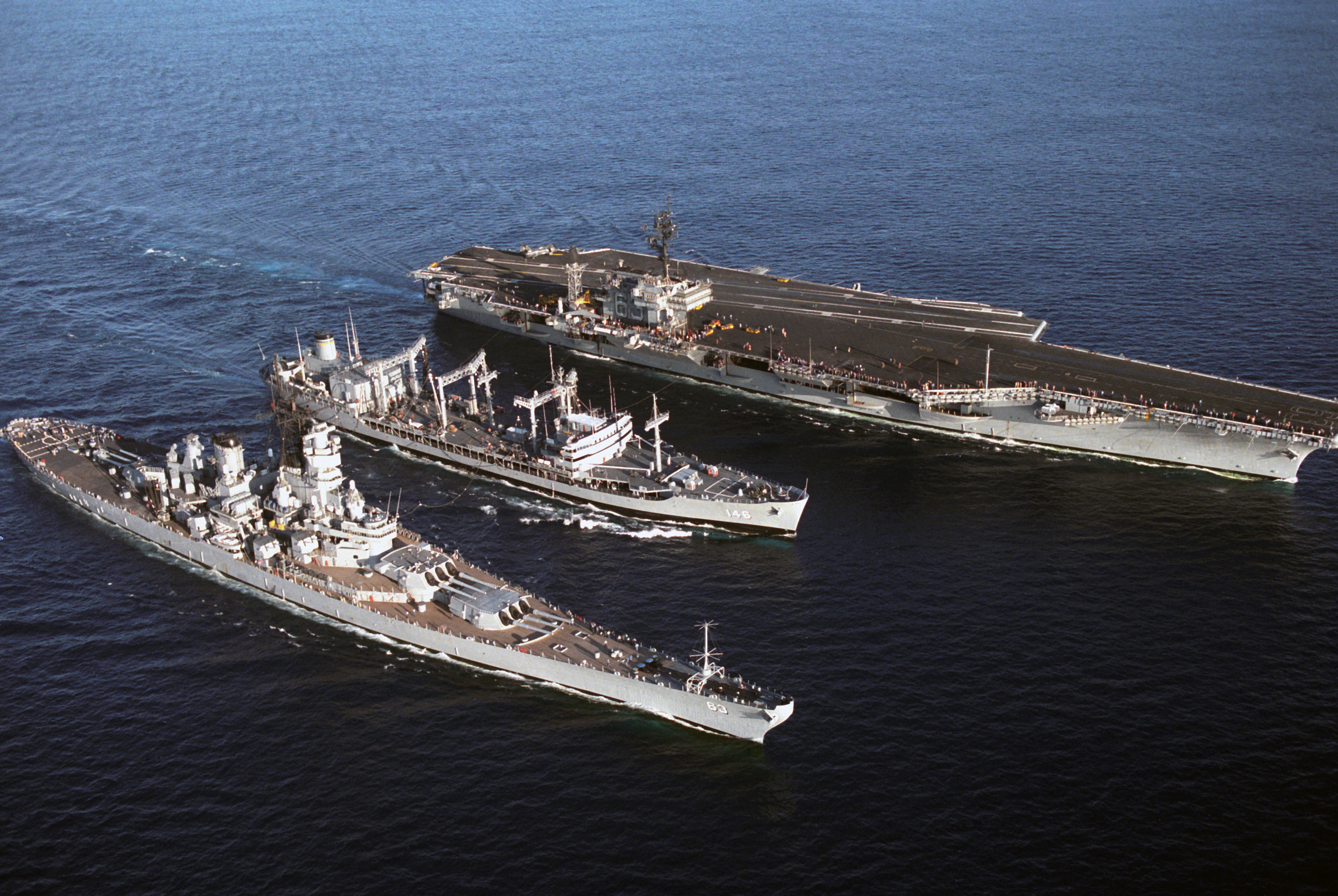
O navio-tanque USNS Kawishiwi reabastecendo o Missouri e o porta-aviões em 25 de julho de 1986

O Missouri foi equipado em 1987 com lança-granadas de 40 milímetros e canhões de corrente de 25 milímetros e enviado para participar da Operação Earnest Will, a escolta de navios-petroleiros do Kuwait com bandeira norte-americana pelo Golfo Pérsico. Estas armas de menor calibre foram instaladas devido a ameaça de lanchas iranianas operando pela área naquela época. O navio partiu em 25 de julho para seis meses de serviço no Oceano Índico e no Mar Arábico, passando mais de cem dias seguidos operando na área. Ele atuou como a peça central da formação do Grupo de Batalha Eco, escoltando comboios de petroleiros pelo Estreito de Ormuz e sempre mantendo seus sistemas de controle de disparo apontados para lançadores de mísseis antinavio Silkworm iranianos em terra.
O couraçado voltou para os Estados Unidos no início de 1988, parando no caminho em Diego Garcia, Austrália e Havaí. O Missouri participou dos Exercícios do Círculo do Pacífico daquele ano no Havaí. O capitão John Chernesky assumiu como oficial comandante em 6 de julho. Depois disso a embarcação visitou Vancouver e Vitória no Canadá e também São Diego, Seattle e Bremerton. O Missouri passou os primeiros meses de 1989 em sua manutenção periódica no Estaleiro Naval de Long Beach. Alguns meses depois partiu para mais exercícios no Oceano Pacífico, onde realizou demonstrações de artilharia simultânea próximo de Okinawa junto com o New Jersey para os japoneses e outros navios aliados. Os exercícios também incluíram uma visita a Busan, na Coreia do Sul, onde teve dificuldades de atracar pela água rasa do porto. Novamente participou dos Exercícios do Círculo do Pacífico em 1990, com Kaiss retornando e substituindo Chernesky em 13 de junho.

### Guerra do Golfo

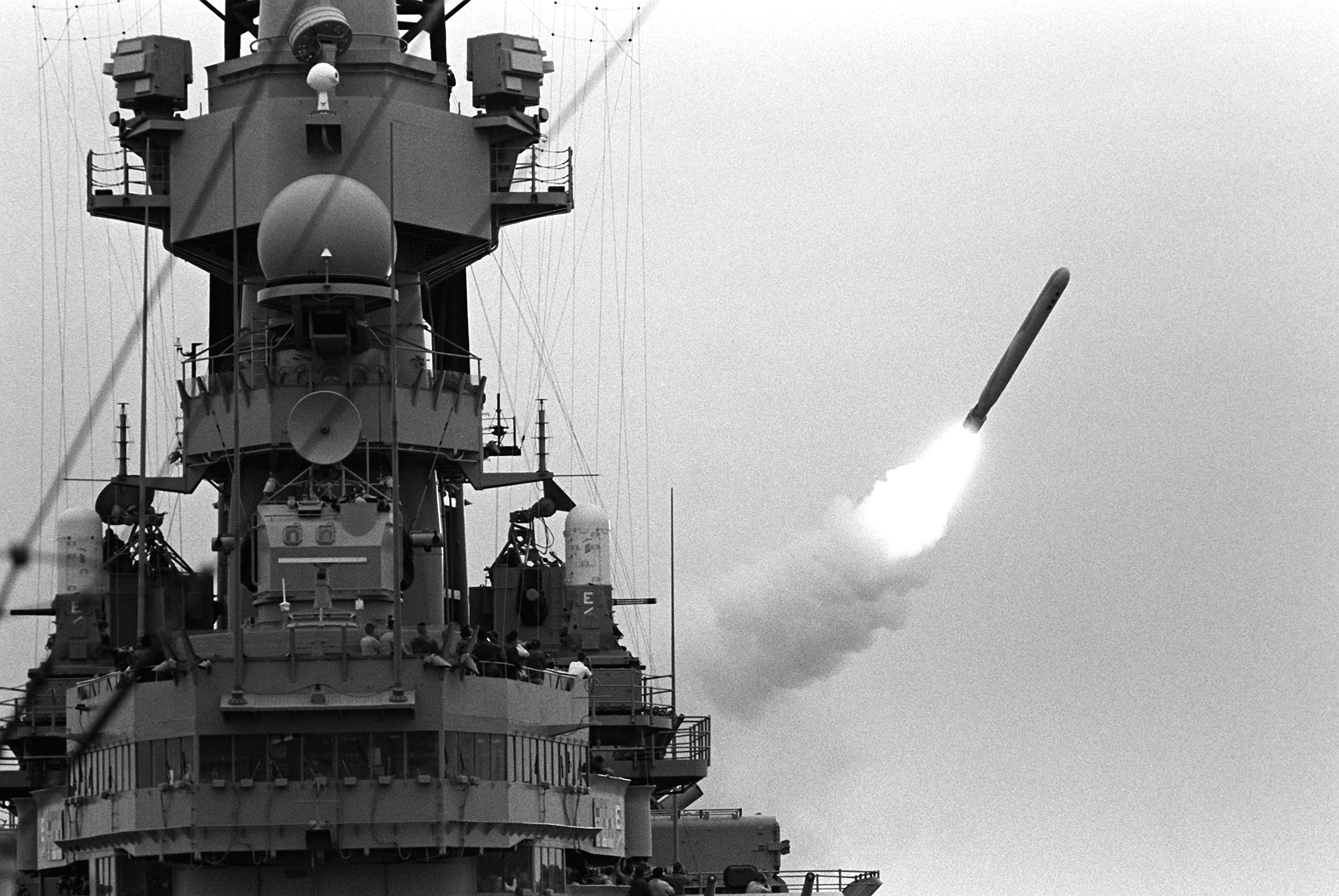
O Missouri lançando um míssil Tomahawk em 17 de janeiro de 1991

O Iraque invadiu o Kuwait em agosto de 1990 e os Estados Unidos enviaram no meio do mês milhares de tropas e uma poderosa força naval de suporte para Arábia Saudita e área do Golfo Pérsico em apoio a uma força internacional para fazer frente ao Iraque.
O Missouri estava programado para começar em setembro um cruzeiro de quatro meses por vários portos do Oceano Pacífico, porém este foi cancelado apenas alguns dias antes do navio partir; a embarcação iniciaria o processo de desativação logo depois do fim desse cruzeiro. Ele foi colocado de prontidão em antecipação de ser mobilizado para ser enviado ao Oriente Médio. Como parte das preparações para combate, um destacamento de veículo aéreos não tripulados AAI RQ-2 Pioneer foram transferidos para o navio a fim de melhorar sua capacidade de direcionar seus disparos. O couraçado partiu de Long Beach em 13 de novembro sob grande cobertura da imprensa, parando no Havaí e na Baía de Subic nas Filipinas para treinamentos. Em seguida parou em Pattaya, na Tailândia, atravessando o Estreito de Ormuz em 3 de janeiro de 1991. A embarcação participou de mais ações para a iminente Operação Tempestade do Deserto em preparação para lançar seus mísseis Tomahawk e proporcionar suporte de artilharia. O Missouri disparou seu primeiro Tomahawk na madrugada de 17 de janeiro contra alvos iraquianos, seguido por mais 27 mísseis pelos cinco dias seguintes.
O Missouri foi para o norte do Golfo Pérsico em 29 de janeiro escoltado pela fragata USS Curts. Ele então bombardeou posições de comando e controle iraquianas perto da fronteira com a Arábia Saudita, a primeira vez que disparou seus canhões principais em combate desde março de 1953. O navio bombardeou defesas costeiras iraquianas no Kuwait ocupado na noite de 3 de fevereiro, disparando 112 projéteis de 406 milímetros pelos três dias seguintes até ser substituído pelo Wisconsin. O Missouri disparou mais sessenta projéteis de suas armas principais na noite de 11 para 12 de fevereiro próximo de Khafji, seguindo então para o norte até a ilha Failaka. Draga-minas abriram um caminho pelas defesas iraquianas e o couraçado disparou mais 113 projéteis no decorrer de quatro missões de bombardeio litorâneo em 23 a 24 de fevereiro como parte de desembarques anfíbios no litoral kuaitiano. Isto atraiu a atenção iraquiana, que em resposta disparou dois mísseis HY-2 Silkworm contra o navio. O primeiro caiu pouco depois de ser lançado, já o segundo foi interceptado por um míssil GWS-30 Sea Dart lançado do contratorpedeiro britânico HMS Gloucester, que caiu noventa segundos depois de ser lançado a apenas 640 metros na frente do Missouri. Seus Pioneer pouco depois localizaram os lançadores e estes foram neutralizados com cinquenta projéteis de 406 milímetros.

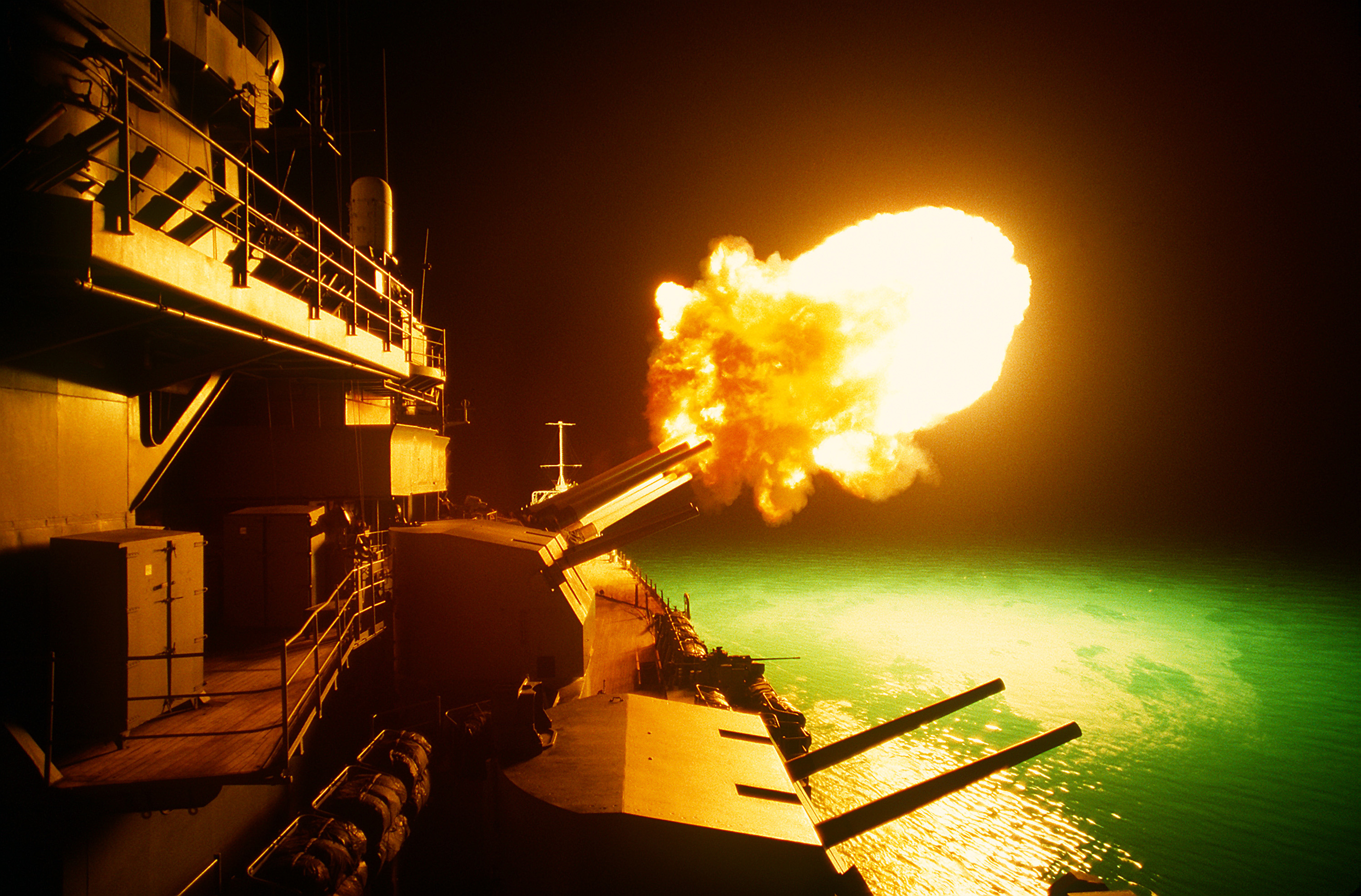
O Missouri disparando seus canhões principais em 6 de fevereiro de 1991

O couraçado se envolveu durante a campanha no dia 25 de fevereiro em um incidente de fogo amigo com a fragata USS Jarrett. O Phalanx CIWS do Jarrett abriu fogo automaticamente contra um chaff lançado pelo Missouri como contramedida para os mísseis inimigos, com alguns projéteis perdidos tendo acertado o couraçado. Um deles penetrou uma antepara e foi parar dentro de uma passagem do navio. Um marinheiro do Missouri foi atingido no pescoço por estilhaços, mas sofreu apenas ferimentos leves.
A embarcação auxiliou em operações de limpeza de minas, destruindo pelo menos quinze até o final da guerra. Os combates moveram-se para além do alcance de suas armas em 26 de fevereiro, com o Missouri tendo disparado um total de 783 projéteis de 406 milímetros e 28 mísseis Tomahawk. A guerra terminou dois dias depois e o navio fez patrulhas no norte do Golfo Pérsico, partindo para os Estados Unidos em 21 de março. Parou em Fremantle e Hobart na Austrália e depois em Pearl Harbor, chegando em Long Beach em abril. Passou o restante do ano realizando treinamentos e outras operações locais, incluindo uma "viagem de recordação" em 7 de dezembro para marcar o aniversário de cinquenta anos do Ataque a Pearl Harbor. Durante esta cerimônia o Missouri recepcionou o presidente George H. W. Bush, a primeira visita presidencial ao navio desde Truman em setembro de 1947.

### Navio-museu

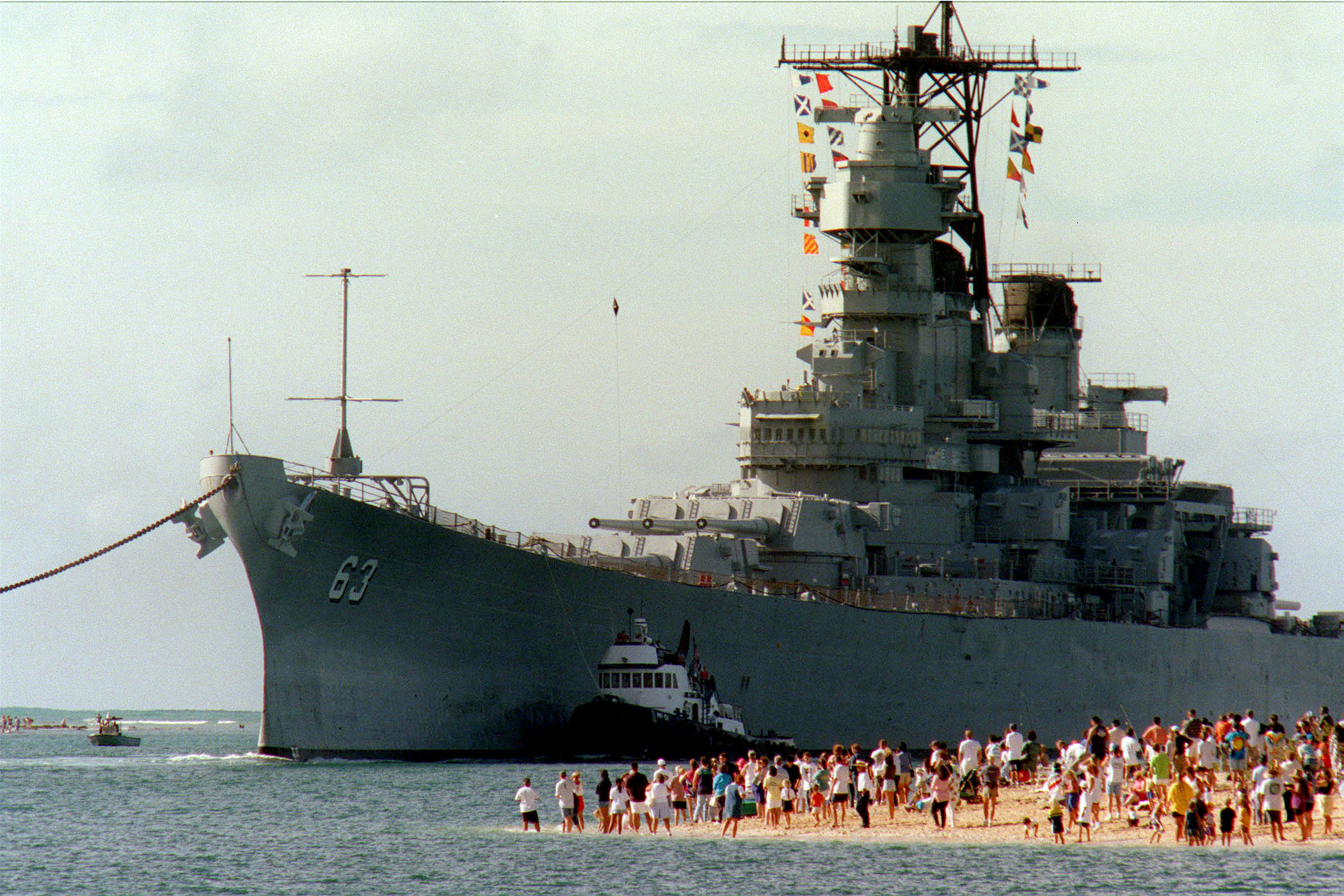
O Missouri chegando em Pearl Harbor em 22 de junho de 1998 para ser transformado em um navio-museu

Os altos custos de manutenção dos couraçados da Classe Iowa sem a percepção de uma grande ameaça contra os Estados Unidos no início da década de 1990 levaram a grandes cortes nos custos da marinha, significando que a manutenção dos navios na frota ativa foi considerada pouco econômica. Consequentemente, o Missouri foi descomissionado pela última vez em 31 de março de 1992 em Long Beach. O capitão Albert L. Kaiss, seu último oficial comandante, escreveu na última marcação do diário do navio:
| “ | Nosso último dia chegou. Hoje, o último capítulo da história do couraçado Missouri será escrito. É dito que a tripulação faz o comando. Não há afirmação mais verdadeira... pois é a tripulação deste grande navio que fez deste um grande comando. Vocês são uma espécie especial de marinheiros e Fuzileiros Navais e eu tenho orgulho de ter servido com cada um e todos vocês. Para vocês que fizeram a dolorosa jornada de colocar esta grande dama para dormir, eu lhes agradeço. Pois vocês tiveram o trabalho mais difícil. Deixar de lado um navio que se tornou tão parte de você quanto você é para ele é um final triste para uma grande viagem. Mas tenha consolo nisto: vocês fizeram jus à história do navio e daqueles que o navegaram antes de nós. Nós o levamos para a guerra, atuamos magnificamente e adicionamos mais um capítulo em sua história, estando lado a lado de nossos precursores em verdadeira tradição naval. | ” |

No total, o couraçado foi condecorado com onze estrelas de serviço durante sua carreira: três pela Segunda Guerra Mundial, cinco pela Guerra da Coreia e três pela Guerra do Golfo. O Missouri retornou para a reserva em Bremerton, sendo removido do registro naval em 12 de janeiro de 1995. Continuou no local depois disso, mas não foi aberto ao público como tinha ocorrido anteriormente. Cidadãos locais tentaram manter o navio na cidade e que fosse reaberto como uma atração turística, porém a Marinha dos Estados Unidos desejava juntá-lo com os destroços do couraçado USS Arizona para marcar o começo e o fim do envolvimento norte-americano na Segunda Guerra Mundial. A embarcação foi doada em 4 de maio de 1998 e transferida para a USS Missouri Memorial Association de Honolulu, no Havaí. O Missouri foi rebocado para Astoria, no Oregon, onde ficou em água doce na foz do rio Columbia para diminuir os cirrípedes e ervas marinhas que tinham crescido em seu casco em Bremerton. Depois disso foi rebocado até a Ilha Ford em Pearl Harbor, sendo atracado em 22 de junho a 460 metros do Memorial do USS Arizona. Foi aberto como navio-museu em 29 de janeiro de 1999.

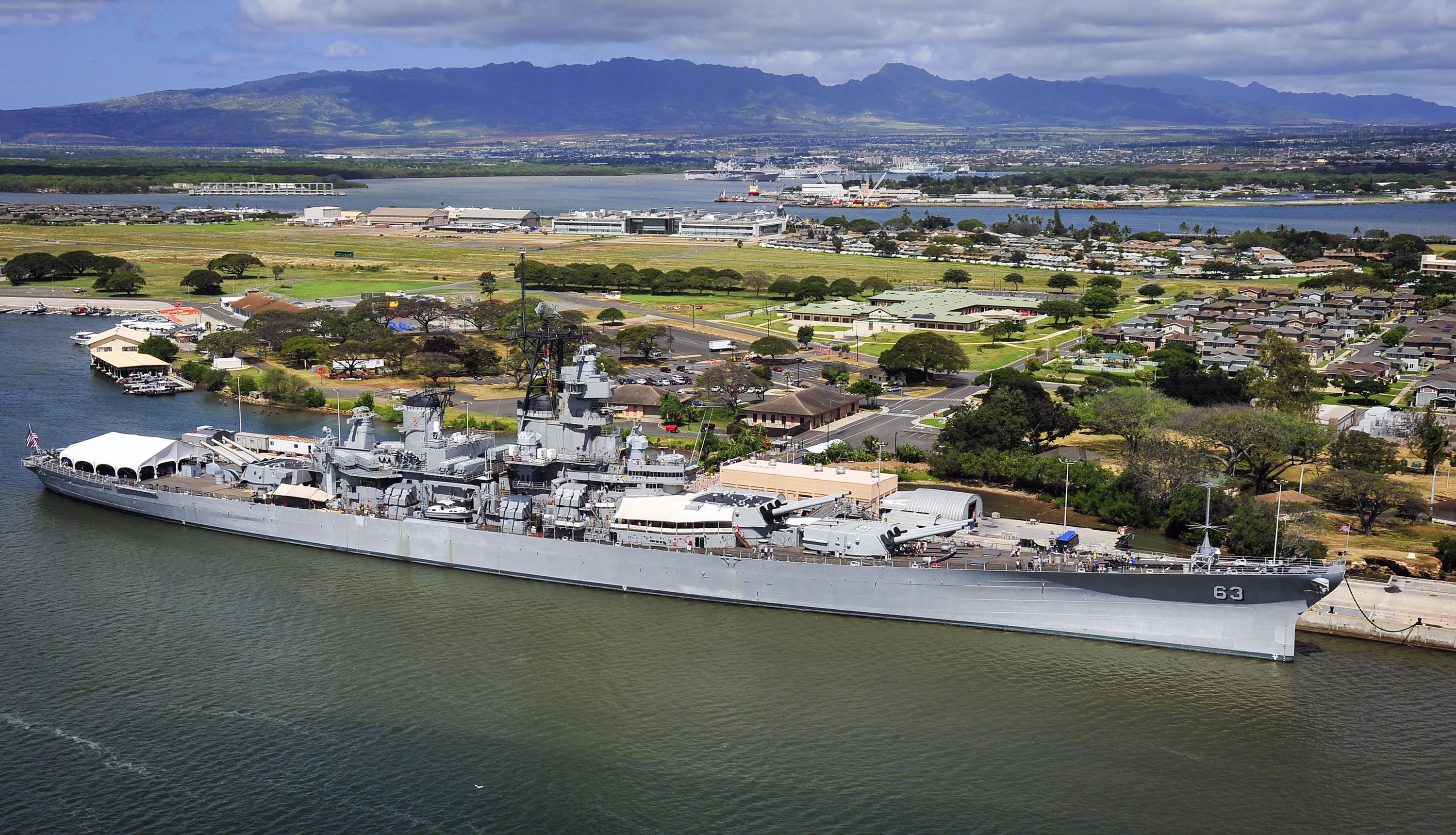
O Missouri como navio-museu em Pearl Harbor em 30 de março de 2014

A decisão de mover o navio para Pearl Harbor originalmente encontrou alguma resistência. O Serviço Nacional de Parques expressou preocupações de que o Missouri, que ficou associado ao fim da Segunda Guerra Mundial, iria sobrepujar o Arizona, cuja naufrágio ficou associado ao Ataque a Pearl Harbor. Temia-se que a presença do couraçado tão perto do memorial iria estragar a natureza "contemplativa" do segundo. A própria marinha e a USS Missouri Memorial Association prometeram trabalhar para minimizar barulhos e outras distrações em relação ao Arizona. Chegaram a existir planos para levar o navio para um outro atracadouro mais distante.
O Missouri tinha sido listado no Registro Nacional de Lugares Históricos em 14 de maio de 1971 por ter sido o local onde a assinatura da rendição do Japão ocorreu e por ter sido o último couraçado completado pelos Estados Unidos. Entretanto, ele não é elegível para designação como Marco Histórico Nacional devido às alterações que sofreu desde 1945 em sua modernização.
O couraçado foi tirado de seu atracadouro em 14 de outubro de 2009 e levado para uma doca seca no Estaleiro Naval de Pearl Harbor para passar por uma manutenção. O custo dos trabalhos foi de dezoito milhões de dólares e incluiu a instalação de um novo sistema anticorrosivo, consertos no casco e aprimoramento de mecanismos internos. Alguns pontos de vazamento a estibordo foram localizados. Os trabalhos foram concluídos no início de janeiro de 2010 e o Missouri retornou para seu ancoradouro no dia 7, sendo reaberto ao público no dia 30. Um trabalho de restauração de 3,5 milhões de dólares foi completado em 2018 para preservar a superestrutura, incluindo a ponte de navegação, sala das cartas, a cabine marítima do capitão, a sala do timoneiro, torre de comando e ponte de comando aberta.